# Nikita Konoválov
Nikita Yúrievich Konoválov (en ruso: Никита Юрьевич Коновалов; Omsk, URSS, 25 de julio de 1988) es un deportista ruso que compitió en natación, especialista en el estilo libre.
Ganó una medalla de bronce en el Campeonato Europeo de Natación de 2012 y seis medallas en el Campeonato Europeo de Natación en Piscina Corta, entre los años 2011 y 2015.

## Palmarés internacional
| Campeonato Europeo                  | Campeonato Europeo  | Campeonato Europeo | Campeonato Europeo   |
| Año                                 | Lugar               | Medalla            | Prueba               |
| ----------------------------------- | ------------------- | ------------------ | -------------------- |
| 2012                                | Debrecen (Hungría)  | Medalla de bronce  | 4 × 100 m libre      |
| Campeonato Europeo en Piscina Corta |                     |                    |                      |
| Año                                 | Lugar               | Medalla            | Prueba               |
| 2011                                | Szczecin (Polonia)  | Medalla de plata   | 4 × 50 m libre       |
| 2013                                | Herning (Dinamarca) | Medalla de oro     | 4 × 50 m libre       |
| 2013                                | Herning (Dinamarca) | Medalla de oro     | 4 × 50 m estilos     |
| 2015                                | Netanya (Israel)    | Medalla de oro     | 4 × 50 m libre       |
| 2015                                | Netanya (Israel)    | Medalla de plata   | 4 × 50 m libre mixto |
| 2015                                | Netanya (Israel)    | Medalla de bronce  | 100 m mariposa       |